# Bebé geloso
Bebé geloso (Bébé flirte) è un cortometraggio muto del 1911 diretto da Louis Feuillade.

## Produzione
Il film fu prodotto dalla Société des Etablissements L. Gaumont

## Distribuzione
Distribuito dalla Société des Etablissements L. Gaumont, uscì nelle sale cinematografiche francesi nel gennaio 1911. Negli Stati Uniti, venne distribuito dalla Kleine Optical Company il 15 aprile 1911 con il titolo Jimmie the Fox: nelle proiezioni, veniva programmato con il sistema dello split reel, accorpato in un'unica bobina con un altro cortometraggio, il drammatico The Oppressor.